# Boswitje
Het boswitje (Leptidea sinapis) is een kleine tere dagvlinder met een zeer dun lijfje, uit de familie Pieridae 
(witjes).

## Boswitjes
Er zijn drie soorten boswitjes die dusdanig op elkaar lijken dat ze in het veld niet tot nauwelijks zijn te onderscheiden. Dat zijn het boswitje (Leptidea sinapis), het cryptisch boswitje (L. juvernica) en het verborgen boswitje (L. reali). In 1988 werd L. reali afgesplitst van L.sinapis. In 2011 werd L. juvernica afgesplitst van L. reali. Er zijn aanwijzingen voor de aanwezigheid van hybriden.

## Kenmerken
Voorvleugellengte: circa 20 mm. Het boswitje is een fragiele vlinder met smalle, ovale vleugels; de vleugels zijn aan de uiteinden sterk afgerond. Bij het mannetje is de vlek in de voorvleugelpunt donkergrijs tot zwart, bij de vrouwtjes lichtgrijs tot wit.

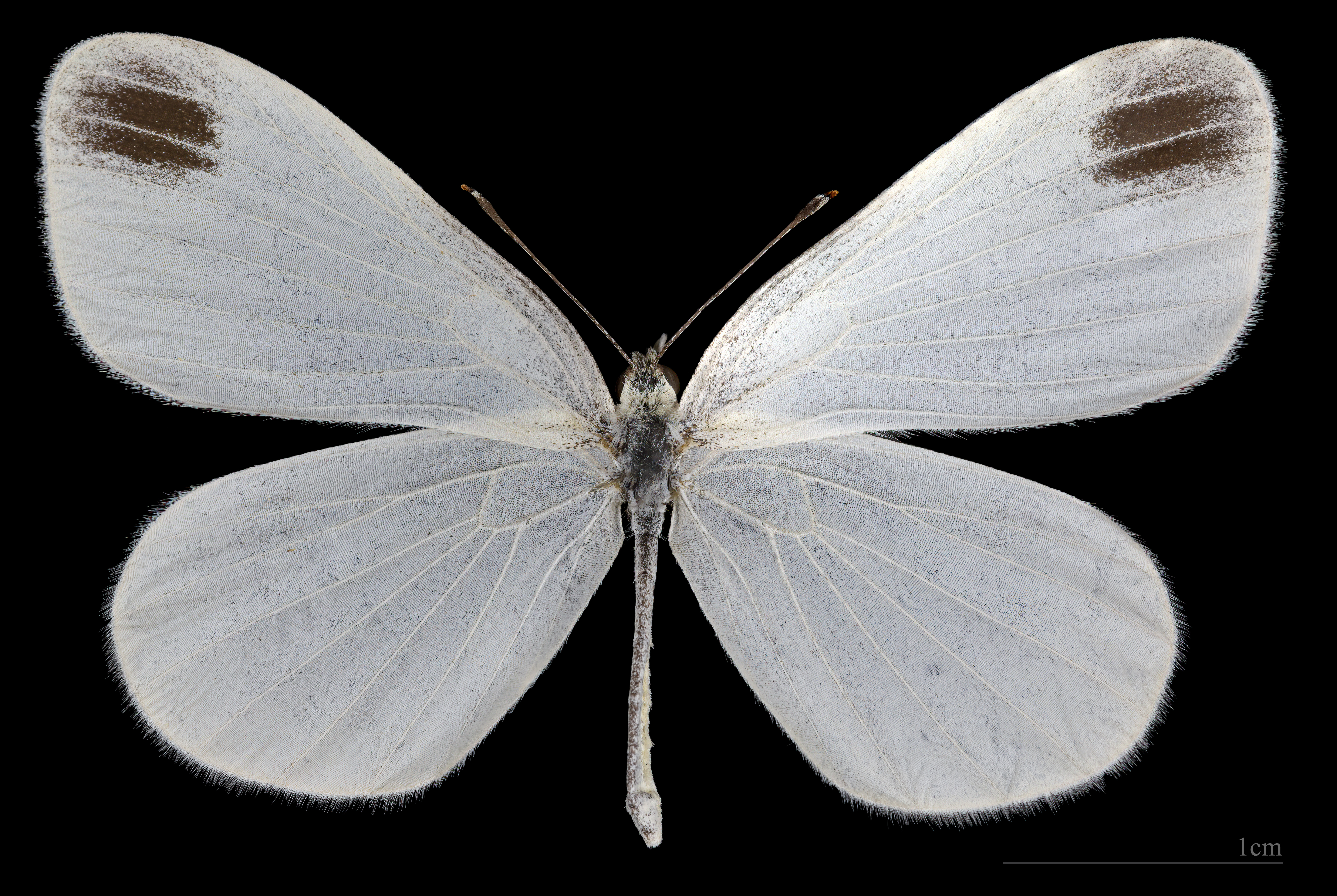
Mannetje, bovenzijde
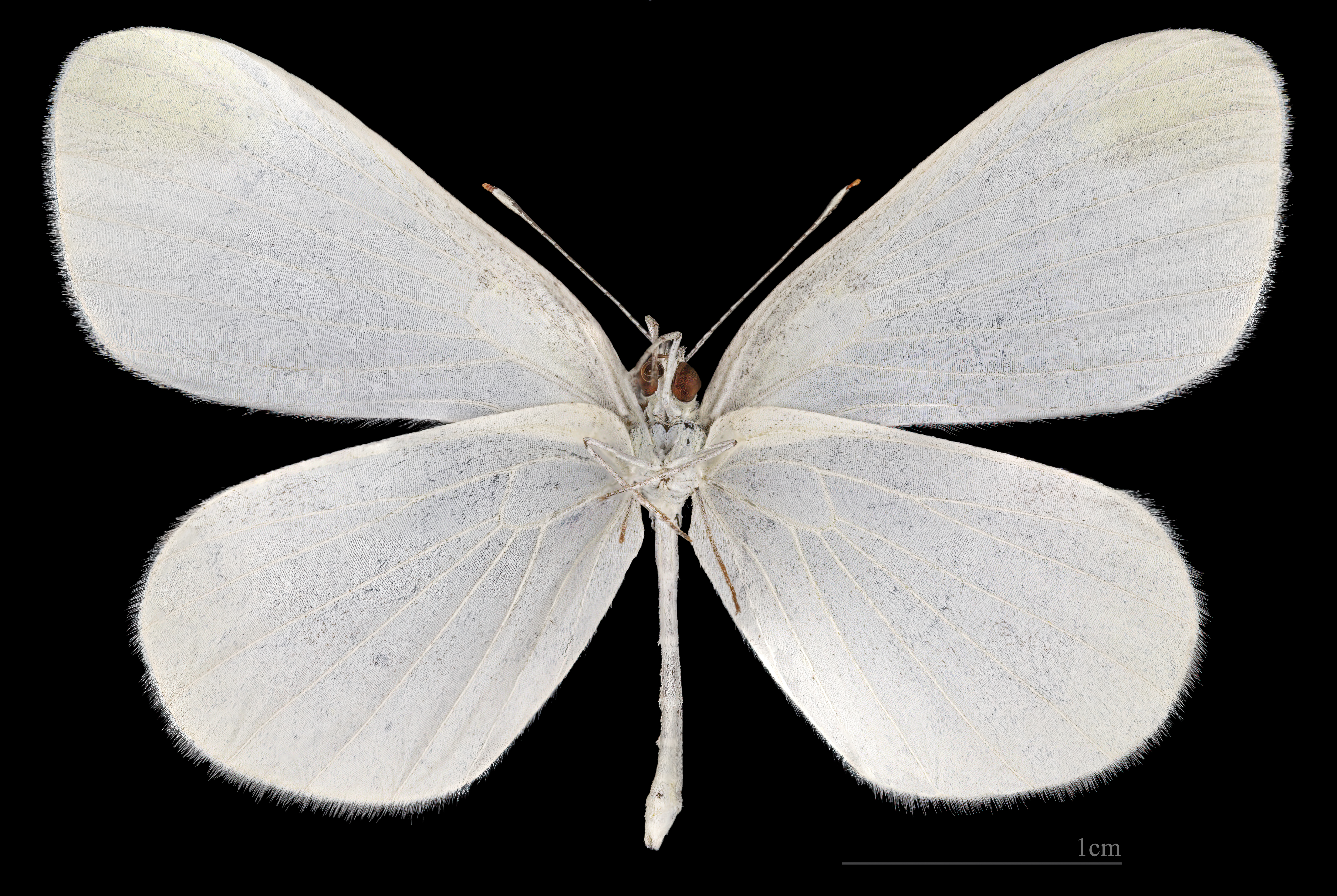
Mannetje, onderzijde
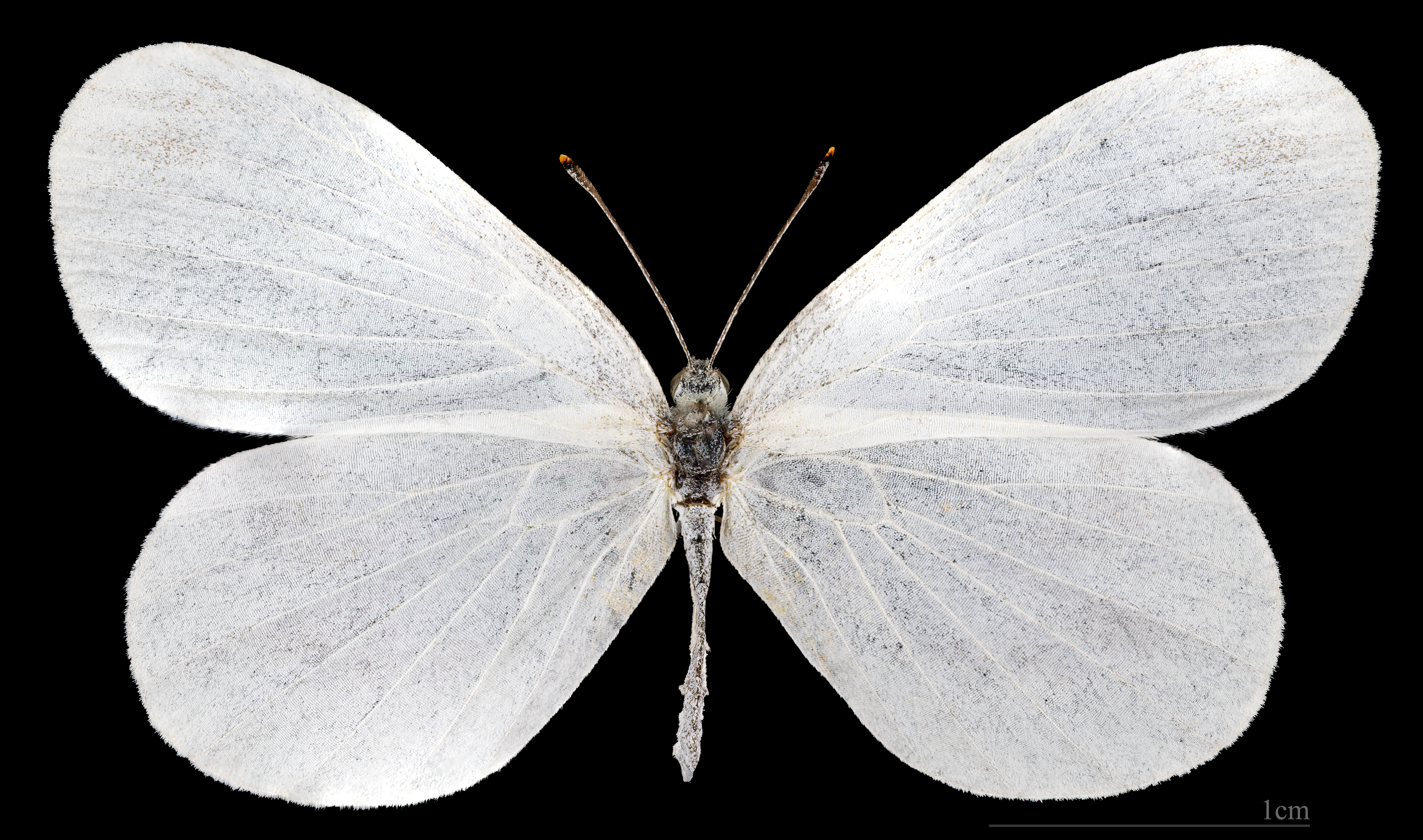
Vrouwtje, bovenzijde
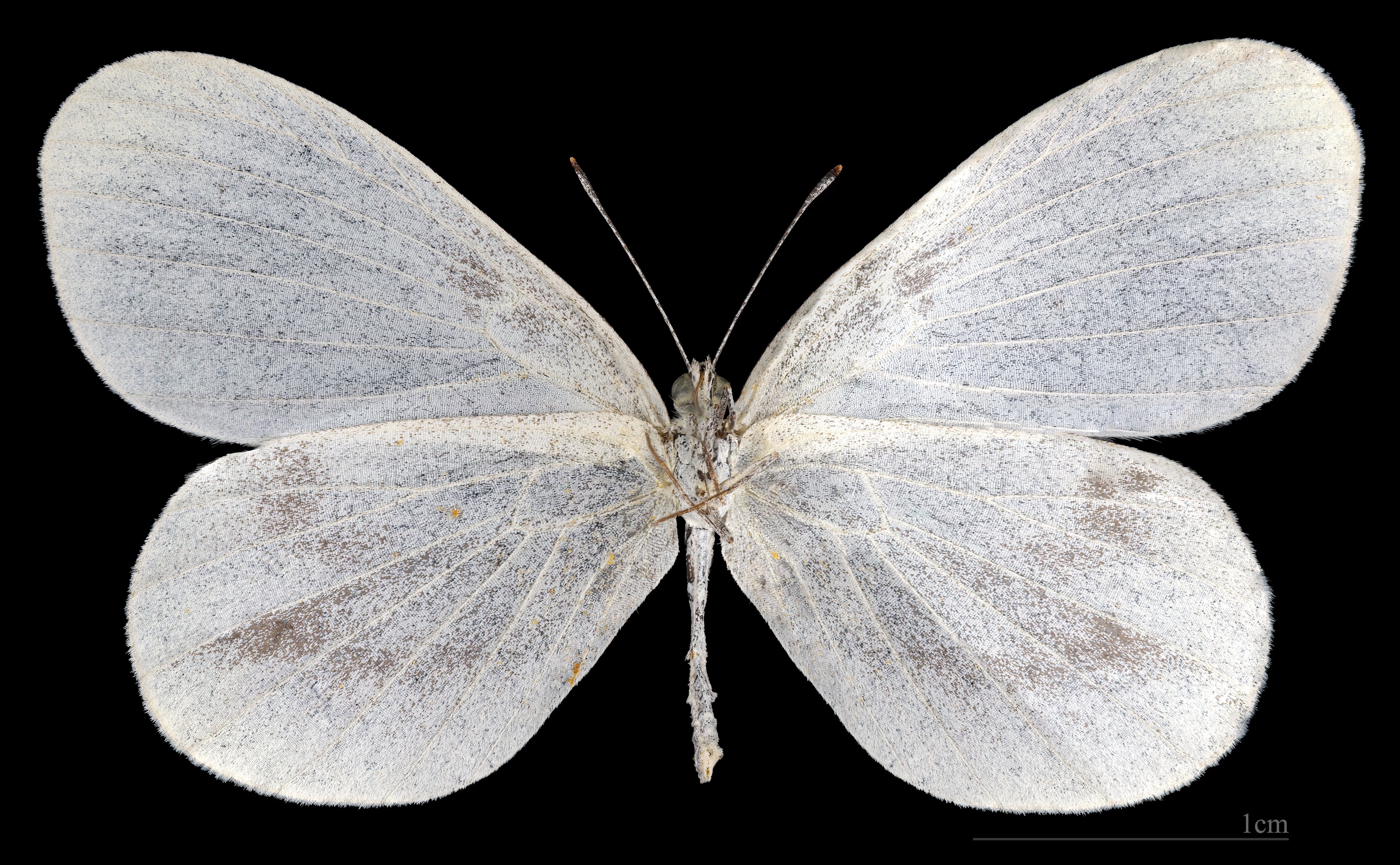
Vrouwtje, onderzijde

## Verspreiding en leefgebied
Het boswitje komt in grote delen van Europa voor, waaronder Nederland en België, maar ook in Centraal-Azië. In Nederland is het boswitje een uiterst zeldzame standvlinder die sinds 1993 een voorkomt in enkele groeves in Zuid-Limburg. In België komt de soort vooral voor in het zuiden. In Nederland en België geeft het boswitje de voorkeur aan warme, open plaatsen in bossen, brede bospaden, zonnige bosranden en struwelen in lage of ruige bloemrijke graslanden en kalkgraslanden en groeven. In Zuid- en Oost-Europa is de soort te vinden in allerlei typen graslanden in en bij bossen.

## Vliegtijd
Eind april tot begin juni en eind juni tot half augustus in twee generaties.

## Levenscyclus
De rups is aanwezig tussen half mei en half juli en begin augustus tot half september, maar wordt slechts zelden gezien. De soort overwintert als pop tegen een stengel.

## Waardplanten
De waardplant van de rupsen is vooral gewone rolklaver, met veldlathyrus en andere vlinderbloemigen als alternatieven.

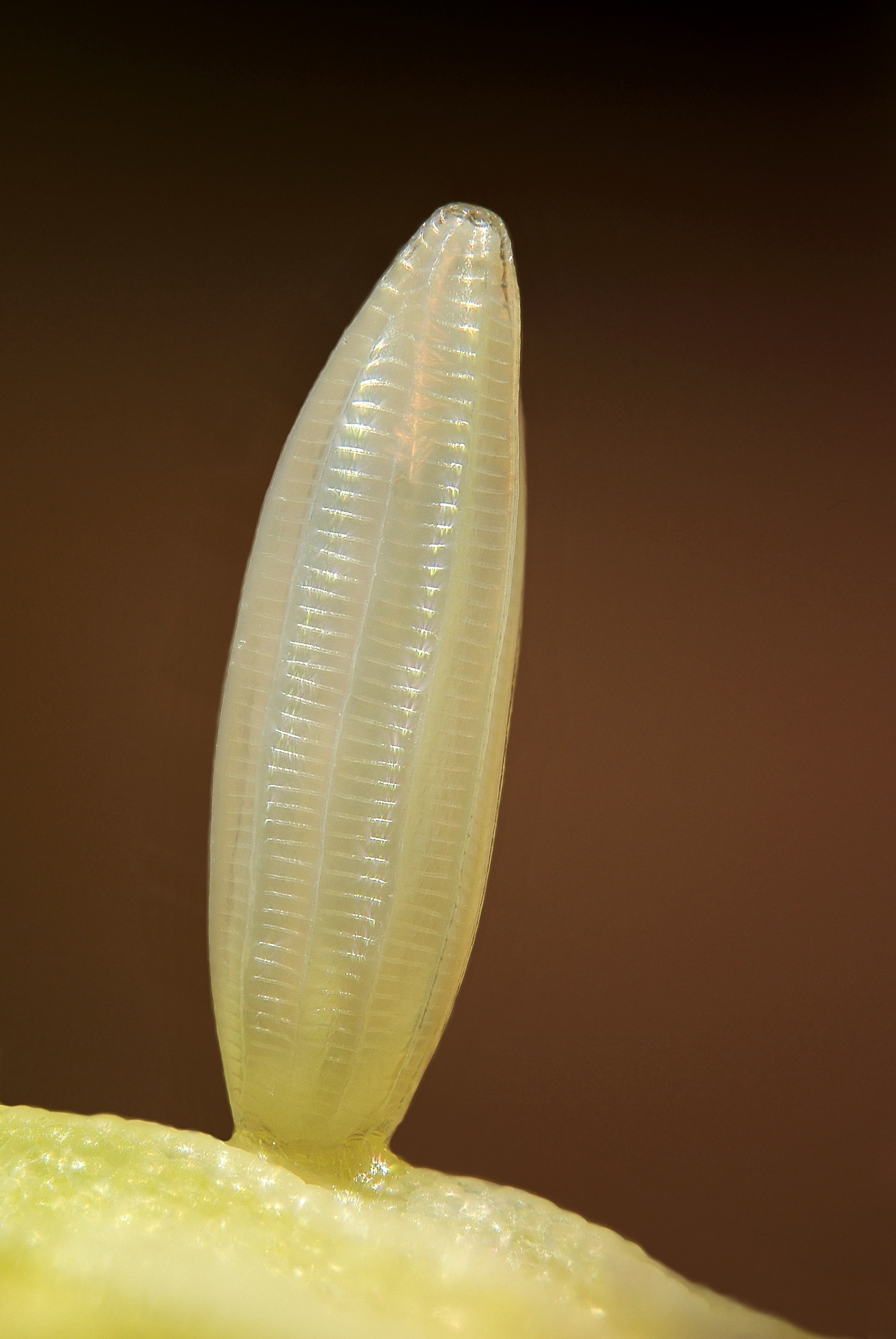
Eitje